# Louis Torcatis
Louis Torcatis, né le 4 mars 1904 à Tautavel et mort le 18 mai 1944 à Carmaux, est un résistant français.

## Biographie
Fils de cultivateur, il exerce le métier d'instituteur à partir de 1926 à Saint-Estève notamment. Il est mobilisé en 1939 au 24e régiment de tirailleurs sénégalais lieutenant de réserve au 3e régiment d'infanterie coloniale, il participe aux combats sur la ligne Maginot ; il est fait prisonnier le 15 juin 1940 et s'évade lors de son transfert vers l'Allemagne en août de la même année. Militant communiste et officier de réserve, Louis Torcatis refuse la défaite de 1940 et s’engage dans la Résistance sous le nom de Bouloc.
Il devient en janvier 1943 le chef départemental de l'Armée secrète des Pyrénées-Orientales. Il crée à la fin de 1943 les Groupes francs des cinq départements de la région R3 (Languedoc-Roussillon-Aveyron). Il est nommé lieutenant-colonel des Forces françaises de l’Intérieur au début de 1944.
Traqué par la Milice et la Gestapo, il tombe dans une embuscade le 17 mai 1944, à Carmaux, dans le département du Tarn. Menotté, il cherche à s’échapper : il est abattu par les hommes de la brigade du policier Marty. Laissé pour mort, il parvient cependant à informer ses camarades du danger qui les menace. Il meurt le lendemain matin dans la clinique de la ville.
Il est inhumé à Pia (Pyrénées-Orientales).

## Mémoire de Bouloc-Torcatis
- Sa veuve a créé à Perpignan en 1945, avec une coopérative d'enseignants, la librairie Torcatis, une des librairies indépendantes des Pyrénées-Orientales.
- Une avenue de Carmaux a été baptisée avenue Bouloc-Torcatis.

## Décorations
- Chevalier de la Légion d'honneur le 14 août 1951
- Compagnon de la Libération par décret du 19 octobre 1945[2]
- Croix de guerre 1939–1945, palme de bronze
- Médaille de la Résistance française par décret du 15 octobre 1945[3]